# Cornetu (okręg Gorj)
Cornetu – wieś w Rumunii, w okręgu Gorj, w gminie Căpreni. W 2011 roku liczyła 328 mieszkańców.